# 博奇考伊凯尔特
博奇考伊凯尔特，是匈牙利豪伊杜-比豪尔州所辖的一个村。总面积10.89平方公里，总人口2917，人口密度267.9人/平方公里（2011年1月1日）。